# 董邦達

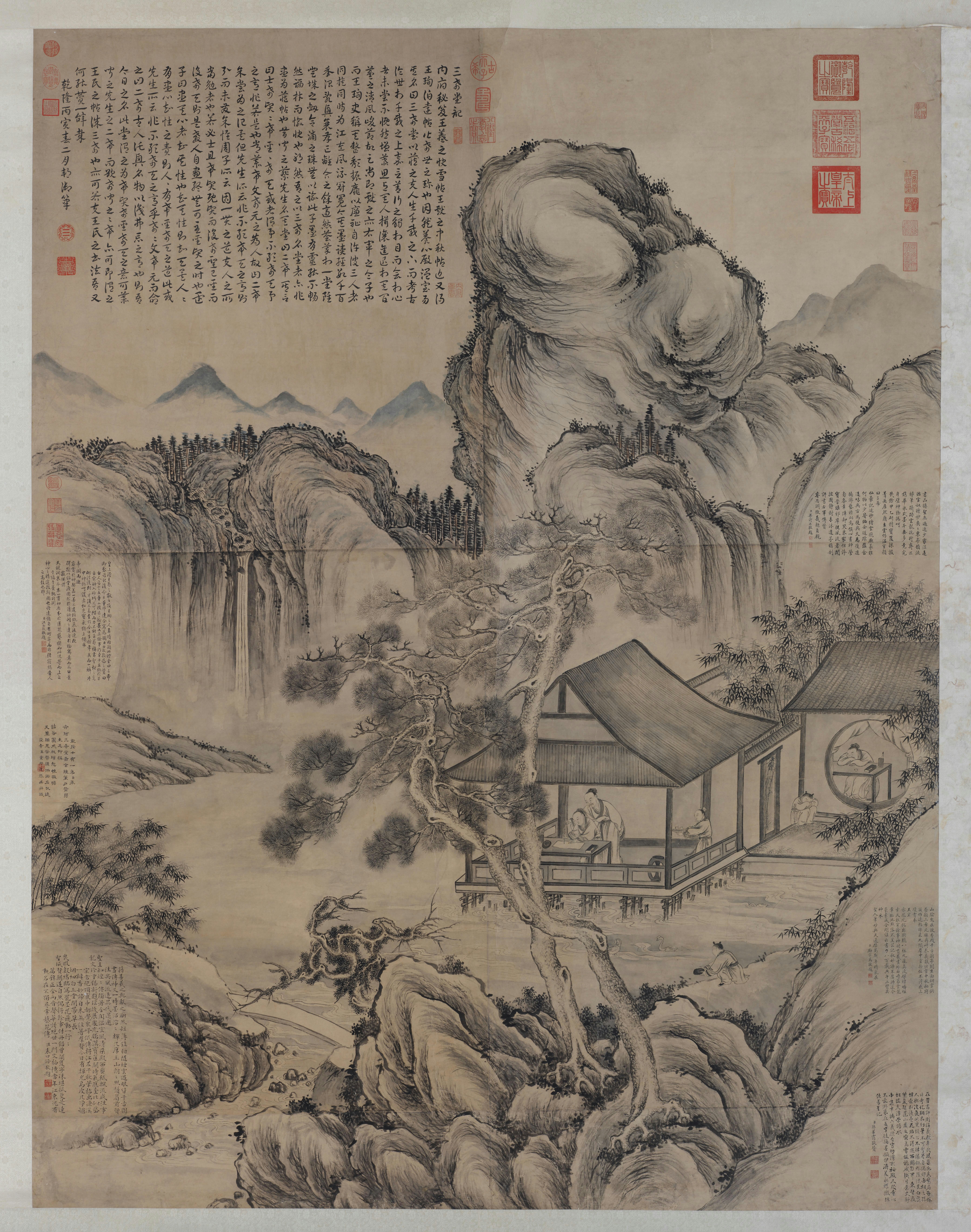
董邦达绘《三希堂记意图》（北京故宫博物院藏）

董邦達（1699年—1769年），字孚聞、一字非聞，號東山。浙江富陽人。

## 生平
生於清康熙三十八年（1699年），十七歲中秀才，雍正十一年（1733年）進士，選庶吉士，乾隆二年（1737年）散館授編修，參與編纂《石渠寶笈》。乾隆三十一年，上諭命吏部尚書託恩多、兵部尚書陸宗楷、工部尚書董邦達，俱在紫禁城騎馬。官至禮部尚書，能畫山水，取法元人枯筆，風格在婁東、虞山派之間，與董源、董其昌合稱“古今三董”。代表作《煙磴寒林圖》。卒於清乾隆三十四年（1769年）。谥文恪。
長子董誥亦是名畫家。清中期著名画家钱维城曾师从于他。

## 延伸阅读
[在维基数据编辑]
 《清史稿/卷305》，出自趙爾巽《清史稿》
 在维基共享资源阅览影像